# Bloc Català de Treballadors
El Bloc Català dels Treballadors (BCT) fou una organització comunista de Catalunya. Sorgí el 1978 de la fusió d'una escissió catalanista del Partit del Treball d'Espanya, el Moviment d'Unificació Marxista i una escissió del Partit Socialista de Catalunya-Congrés. El 1979 participà en la creació del Bloc d'Esquerra d'Alliberament Nacional.

## Història
Durant els anys 70, hi va haver un seguit d'escissions en organitzacions d'esquerres catalanes. En primer lloc, el sector catalanista del Partit del Treball d'Espanya s'escindeix i crea el Partit del Treball de Catalunya. En segon lloc, una escissió del Partit Socialista d'Alliberament Nacional i una del Front Nacional de Catalunya es van fusionar el 1977 per crear el Moviment d'Unificació Marxista. I per acabar, al Partit Socialista de Catalunya-Congrés hi va haver una escissió que va crear la Coordinació Socialista de Catalunya.
El 1978 el Partit del Treball de Catalunya, el Moviment d'Unificació Marxista i la Coordinació Socialista de Catalunya es van fusionar per crear el Bloc Català de Treballadors. El pes més important el tenia el PTC, liderat per Joan Anton Sánchez Carreté. El BTC ja no s'anomenava independentista com el MUM, sinó que es definia partidari de l'autodeterminació i la sobirania nacional.
El 1979 va participar en la creació del Bloc d'Esquerra d'Alliberament Nacional, juntament amb el Partit Socialista d'Alliberament Nacional. La majoria d'integrants del BCT provinents del PSAN ja havien abandonat el projecte en el moment de la creació del BEAN.
El 1982, en extingir-se el BEAN, s'integrà majoritàriament a Nacionalistes d'Esquerra.